# Juan Alves
Juan José Alves Gordón (ur. 25 marca 1939 w Mar del Plata, zm. 3 lutego 2009 tamże) – argentyński kolarz torowy i szosowy, brązowy medalista torowych mistrzostw świata.

## Kariera
Największy sukces w karierze Juan Alves osiągnął w 1968 roku, kiedy wspólnie z Carlosem Álvarezem, Juanem Alberto Merlosem i Ernesto Contrerasem zdobył brązowy medal w drużynowym wyścigu na dochodzenie podczas torowych mistrzostw świata w Montevideo. W tym samym roku brał także udział w igrzyskach olimpijskich w Meksyku, gdzie wystartował w szosowym wyścigu ze startu wspólnego, ale nie ukończył rywalizacji.